# 迈泽宗博尔
迈泽宗博尔，是匈牙利包尔绍德-奥包乌伊-曾普伦州所辖的一个村。总面积38.78平方公里，总人口2448，人口密度63.1人/平方公里（2011年1月1日）。